# Grad Stari Grabštanj
Grad Stari Grabštajn (nemško Burg Altgrafenstein), imenovan tudi grad Lerchenau, je bil srednjeveški višinski grad, ki je stal južno od trga Grabštanja v okraju Celovec-dežela na Koroškem. To je bila pradomovina rodbine Grafensteinskih in s tem jedro kasnejšega lokalnega razvoja Grabštajna.

## Lega
Porušen romanski kompleks se nahaja na severnem pobočju Škrbinje, skrajnem vzhodnem vznožju Gur, južno od istoimenskega kraja Grabštajn v Celovški kotlini. Ruševine se nahajajo na približno 20 m visokem skalnem stožcu in so dostopne le z ene strani.

## Zgodovina
Prva dokumentirana omemba gradu Stari Grabštajn sega v leto 1158. Dne 20. junija tega leta je škof Roman I. Krški podelil koroškemu deželnemu vojvodi Henriku V. Koroškemu iz rodbine Spanheimov dvor gravindorf.  V fevdnem pismu se pojavlja kraj in pripadajoči grad kot castrum gravenstaine. Ker pa ni imel strateškega pomena, ga je Henrik naselil s vazali: sprva s Henrikom Trušenjskim, ki sta ga kasneje kot gradiščana nasledila njegova sinova Gotfrid in Adalbert/Albert.
Grofska družina Trušenjskih se je v 12. stoletju poimenovala po mestu svojih prednikov, nato pa po gradu kot rodbina Grafensteinskih. Najpomembnejša potomca te linije sta bila Henrik Grafensteinski, ki je leta 1227 tekmoval na turnirju v Št. Vidu in ga je premagal "minnesänger" Ulrik Lichtensteinski, ter Rudolf Grafensteinski, čigar pečat je bil leta 1954 uporabljen za občinski grb. Prikazuje grifona ali volka, ki se dviga iz peterokrake krone.
Po hitrem vzponu grajskega zaselka do foruma Gravenstein in izumrtju grofov Grafensteinskih v 14. stoletju so grad zastavljali, ki sedaj ni več zadostoval obrambnim zahtevam niti ni mogel ohraniti položaja gospodarskega in sodnega središča kraja. Tako je hitro menjaval lastnike: leta 1330 je pripadel Ivanu Liebenberškemu, leta 1351 pa družini Kraiger.
Veliki potres leta 1348, v katerem se je porušil masiv Dobrač, je verjetno pomenil tudi konec tega gradu, saj se po letu 1348 v listinah omenja le še kot grajske razvaline.
V naslednjih treh stoletjih je grad popolnoma izgubil svoj pomen in tako propadel, da ni bilo več mogoče ohraniti značaja plemiške rezidence in vojaškega branika. Po številnih menjavah lastništva je 30. julija 1629 Janez Andrej von Rosenberg pridobil posestvo Grafenstein vključno z ruševinami, ki so bile takrat že pozabljene in postale predmet legend. Majhen grofovski grad je kasneje postal legendarni grad Lerchenau.

## Opis
Do ruševin gradu Stari Grabštajn lahko pridemo po cesti Škrbina-Güterweg. Na strmem skalnem stožcu, ki je dostopen le s severne strani, so še vidni sledovi zidakov in romanski tloris. V skali so številne naravne, a očitno umetno povečane jame in niše, v katerih so vidni tudi ostanki sten. S same skale ima gledalec zanimiv pogled na celotno Celovško kotlino.
Koroški grajski raziskovalec Franz Xaver Kohla je v dvajsetih letih prejšnjega stoletja z izkopavanji našel dele obročastega zidu, ki obdaja skalni stožec. Njegova odkritja so bila z leti zakopana in so se zarasla.